# Příkaz (správní právo)
Příkaz je formou rozhodnutí ve zkráceném správním řízení. Jeho obdobou je v občanském soudním řízení platební rozkaz a v trestním řízení trestní příkaz. Právní úprava příkazu je obsažena jak v obecném kodexu správního řízení, správním řádu (§ 150), tak je např. speciálně řešena v § 90 zákona č. 250/2016 Sb., odpovědnosti za přestupky a řízení o nich.

## Vydání příkazu
Správní orgán příkaz vydává v zájmu rychlosti a hospodárnosti řízení v tzv. příkazním řízení, které je řízením zkráceným a jednoduchým, a to tehdy, jestliže má skutkové okolnosti za dostatečně prokázané. Tedy jestliže je věc zachycena v protokole, který účastník řízení podepsal, nebo pokud tento účastník osobně uzná důvody k jeho vydání, případně pokud zde nejsou žádné pochybnosti o spáchání určitého přestupku. Příkaz však nelze vydat, jestliže je svéprávnost účastníka řízení omezena, neboť v takovém případě musí proběhnout klasické správní řízení, ve kterém bude zastoupen.
Příkaz se vydává jen písemně a musí obsahovat základní náležitosti každého rozhodnutí: označení orgánu, který jej vydal, označení účastníka příkazního řízení, výrok s uvedením uložené povinnosti, poučení o možnosti podat odpor a datum a místo vydání. Odůvodnění příkazu lze nahradit podpisem účastníka příkazního řízení pod prohlášením, že s uložením povinnosti souhlasí. V takovém případě se příkaz podobá spíše blokové pokutě, protože opravný prostředek ve formě odporu už podat nelze a podpisem se příkaz stane ihned pravomocným.
Příkaz je způsobilým exekučním titulem, protože se jím vždy ukládá nějaká povinnost k plnění, např. povinnost zaplatit pokutu (s výjimkou přestupkového řízení, kdy lze uložit i jen napomenutí). Pokud tedy nedojde k dobrovolnému splnění takto uložené povinnosti, bude ji správní orgán po nabytí vykonatelnosti příkazu exekučně vymáhat.

## Odpor
V poučení o opravném prostředku je v příkazu vždy nutné uvést, zda je možné proti němu uplatnit tzv. odpor. Pokud ano, je nutné dále uvést, k jakému správnímu orgánu a v jaké lhůtě je možno tento typ opravného prostředku podat. Lhůta k podání je obecně 8 dní, v případě přestupků 15 dní.
Včasným podáním odporu se vydaný příkaz automaticky ruší a správní orgán dále pokračuje už v klasickém správním řízení. Jednou podaný odpor již nelze vzít zpátky. Pokud však odpor podán ve stanovené lhůtě nebude, stane se poté příkaz pravomocným a po uplynutí lhůty k plnění i vykonatelným rozhodnutím.